# Aratinga gorja-roja
L'aratinga gorja-roja (Aratinga rubritorquis) és una espècie d'ocell de la família dels psitàcids que habita els boscos d'Hondures i zones limítrofes del Salvador, Guatemala i Nicaragua.